# Kraftwerk Jorf Lasfar
Das Kraftwerk Jorf Lasfar ist ein Kohlekraftwerk und mit Stand 2014 das größte Kraftwerk in Marokko. Es liegt in der marokkanischen Hafenstadt El Jadida an der Atlantikküste und besteht aus sechs Kraftwerksblöcken mit einer installierten Leistung von  2,056 GW. Es deckt ca. ein Drittel des gesamten Strombedarfs in Marokko und ca. 66 % der Grundlast.
Die Kraftwerksanlage wurde Mitte der 1990er Jahre in Betrieb genommen, bis zum Jahr 2001 wurden in Summe vier Blöcke errichtet, jeder Block in etwa mit ca. 340 MW Nennleistung. Bis zum Jahr 2014 erfolgte der Ausbau des Kraftwerks auf sechs Blöcke und Steigerung der Gesamtleistung auf über 2 GW. Die für den Kraftwerksbetrieb nötigen 6 Millionen Tonnen Kohle pro Jahr werden per Schiff importiert, die Kohle stammt primär aus Südafrika. Direkt am Kraftwerk befindet sich ein Lagerareal mit einer Kapazität von einer Million Tonnen. Bei Volllastbetrieb werden ca. 700 Tonnen Kohle pro Stunde verbrannt.
Dem Kraftwerk angeschlossen ist eine Meerwasserentsalzungsanlage für die Kühlwassergewinnung und ein Deponiegelände für die dauerhafte Ablagerung von Verbrennungsrückständen und Asche. Betrieben wird das Kohlekraftwerk von der Jorf Lasfar Energy Company (JLEC), einer Zweigniederlassung der TAQA (Abu Dhabi National Energy Company), und es werden ca. 480 Personen beschäftigt.